# 大足石刻
大足石刻（だいそくせっこく）は、中国重慶市大足区にある仏教石窟。1999年にユネスコの世界遺産（文化遺産）に登録された。

## 概要
大足石刻では、9世紀から13世紀頃までの大乗仏教の石仏が岩の壁に彫刻されている。ほとんどが仏教に関する石仏であるが、道教の神々の像も彫刻されている。
中でも宝頂山にある仏陀の入滅を描いた釈迦涅槃像が有名で、これは31メートルの長さを有している。
他に有名なものとして、金箔を張った千手観音菩薩があり、これは実際に千以上の手を有している。
保存状態の良さでも知られ、人里離れた場所にあったのが要因であり、中国の文化大革命時の破壊活動からも逃れることが出来た。
1961年に全国重点文物保護単位に指定。中国の5A級観光地（2007年認定）。

## 登録基準
この世界遺産は世界遺産登録基準のうち、以下の条件を満たし、登録された（以下の基準は世界遺産センター公表の登録基準からの翻訳、引用である）。
- (1) 人類の創造的才能を表現する傑作。
- (2) ある期間を通じてまたはある文化圏において、建築、技術、記念碑的芸術、都市計画、景観デザインの発展に関し、人類の価値の重要な交流を示すもの。
- (3) 現存するまたは消滅した文化的伝統または文明の、唯一のまたは少なくとも稀な証拠。